# 폴 뉴먼의 법과 질서
법과 질서(The Life And Times Of Judge Roy Bean)는 미국에서 제작된 존 휴스턴 감독의 1972년 코미디, 서부 영화이다. 폴 뉴먼 등이 주연으로 출연하였고 존 포먼 등이 제작에 참여하였다.

## 출연

### 주연
- 폴 뉴먼

### 조연
- 재클린 비셋
- 텁 헌터
- 존 휴스턴
- 스테이시 키치
- 로디 맥도웰
- 안소니 퍼킨스
- 에바 가드너

## 제작진
- 협력프로듀서: 프랭크 카페이
- 미술: 탐비 라슨
- 의상: 에디스 헤드
- 배역: 린 스터마스터